# Pociąg (film 1959)
Pociąg – polski czarno-biały film fabularny w reżyserii Jerzego Kawalerowicza z 1959 roku. Film przedstawia losy pasażerów nocnego pociągu jadącego z Łodzi Kaliskiej na Hel, skupiając się na dwóch osobach: meteorolog Marcie (Lucyna Winnicka) oraz chirurgu Jerzym (Leon Niemczyk), którzy zrządzeniem losu znajdują się w jednym przedziale wagonu kolejowego. W tym samym czasie milicja poszukuje zbiegłego mordercy, który zarezerwował bilet w tym samym przedziale.
Scenariusz Pociągu, napisany przez Kawalerowicza wraz z Jerzym Lutowskim, oparty był na zdarzeniu z życia reżysera. Za produkcję filmu odpowiedzialny był Zespół Filmowy „Kadr”, któremu udało się zrealizować sceny pociągowe w łódzkim atelier. Choć film spotkał się z mieszanymi recenzjami polskich krytyków, zyskał sławę za granicą; za sprawną realizację zdobył nagrodę techniczną imienia Georges’a Mélièsa na Festiwalu Filmowym w Wenecji. Na tym samym festiwalu doceniona została również rola Winnickiej. W późniejszych analizach zwracano uwagę na powinowactwa filmu Kawalerowicza i Lutowskiego z modernizmem filmowym, szczególnie z kinem Michelangela Antonioniego.

## Fabuła
Akcja Pociągu rozgrywa się w realiach współczesnych dacie powstania filmu. Dwoje doświadczonych życiowo ludzi, meteorolog Marta oraz chirurg Jerzy, przypadkowo spotyka się w przedziale sypialnym pociągu z Łodzi Kaliskiej w kierunku Helu. Marta kupiła okazyjnie bilet od nieznanego jej mężczyzny na dworcu, nie spodziewając się, że otrzyma miejsce w przedziale męskim. Z kolei Jerzy, zapomniawszy miejscówki do wagonu sypialnego z powodu stresu związanego ze śmiercią swojej pacjentki na stole operacyjnym, próbuje udowodnić konduktorce, że miejsce w przedziale mu się należy. Marta wbrew groźbom konduktorki zostaje w przedziale, a Jerzy ostatecznie decyduje się współdzielić przedział z krnąbrną współpasażerką. Akcja filmu koncentruje się również na postaciach pobocznych: Staszku, byłym chłopaku Marty, który nie zaniechał jej adorowania; cierpiącym na bezsenność pasażerze z przeszłością spędzoną w obozie koncentracyjnym w Buchenwaldzie; wikarym rozmawiającym o istocie grzechu; kokieteryjnej żonie adwokata; wreszcie na nici sympatii łączącej konduktora i konduktorkę.
Monotonię jazdy pociągiem przerywa wtargnięcie milicjantów. Okazuje się, że Jerzy przez przypadek zajął miejsce w przedziale wykupione dla zbiegłego mordercy, który odsprzedał bilet Marcie. Chirurg, podejrzany o morderstwo, zostaje aresztowany i zaprowadzony do przedziału służbowego, jednak z zarzutów oczyszcza go Marta, która uświadamia milicjantom pomyłkę – lekarz zajął miejsce, które było przeznaczone dla niej i należało przedtem do faktycznego mordercy. Milicjanci zarazem odkrywają, że poszukiwany przez nich przestępca opuścił przedział. Przedzierają się przez kolejne wagony, poszukując go, a on w tym czasie pociąga za hamulec bezpieczeństwa i wyskakuje z zatrzymanego pociągu. W pościg za nim udają się pasażerowie, obrzucając go kamieniami. Osaczony, dobiegłszy na okoliczny cmentarz, łapie za gałąź i opędza się od próbujących zatrzymać go mężczyzn. Staszek powala go na ziemię, a morderca zostaje nieomal zlinczowany przez tłum. Gdy na miejsce przybywają milicjanci, aresztują podejrzanego. Pasażerowie wracają do pociągu. Gdy pociąg kończy bieg, następuje rozstanie obojga pasażerów. Jerzy podchodzi do żony czekającej na peronie, tymczasem Marta wyrusza w stronę morza.

## Obsada
Źródło: Filmpolski.pl
| Lp. | Aktor               | Rola                                   |
| 1.  | Lucyna Winnicka     | meteorolog Marta                       |
| 2.  | Leon Niemczyk       | chirurg Jerzy                          |
| 3.  | Teresa Szmigielówna | blondynka, żona adwokata               |
| 4.  | Zbigniew Cybulski   | Staszek                                |
| 5.  | Helena Dąbrowska    | konduktorka                            |
| 6.  | Ignacy Machowski    | pasażer wagonu sypialnego              |
| 7.  | Roland Głowacki     | poszukiwany morderca                   |
| 8.  | Aleksander Sewruk   | adwokat, mąż blondynki                 |
| 9.  | Zygmunt Zintel      | pasażer cierpiący na bezsenność        |
| 10. | Tadeusz Gwiazdowski | konduktor                              |
| 11. | Witold Skaruch      | ksiądz                                 |
| 12. | Michał Gazda        | pasażer umawiający się z żoną adwokata |
| 13. | Zygmunt Malawski    | milicjant                              |
| 14. | Józef Łodyński      | milicjant w cywilu                     |

| Lp. | Aktor                | Rola                                           |
| 15. | Kazimierz Wilamowski | pasażer śpiący w przedziale konduktorki        |
| 16. | Jerzy Zapiór         | wygłupiający się chłopak                       |
| 17. | Jerzy Ćwikliński     | pasażer                                        |
| 18. | Andrzej Herder       | marynarz                                       |
| 19. | Barbara Horawianka   | żona chirurga                                  |
| 20. | Joanna Jóźwiakówna   | dziewczyna z radiem tranzystorowym             |
| 21. | Janusz Majewski      | Janusz, chłopak dziewczyny z tranzystorem      |
| 22. | Ludwik Kasendra      | pasażer                                        |
| 23. | Czesław Piaskowski   | pasażer                                        |
| 24. | Andrzej Ropski       | pasażer                                        |
| 25. | Jadwiga Siennicka    | pasażerka uderzona przez uciekającego mordercę |
| 26. | Henryk Staszewski    | pasażer                                        |
| 27. | Mieczysław Waśkowski | pasażer                                        |

## Produkcja

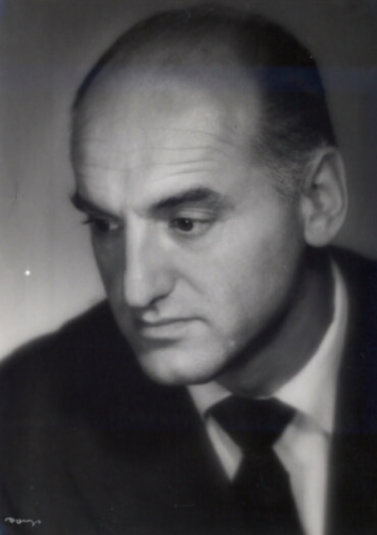
Jerzy Kawalerowicz, reżyser i scenarzysta filmu

Na pomysł zrealizowania Pociągu Jerzy Kawalerowicz wpadł pod wpływem doświadczeń z podróży koleją z Warszawy do Szczecina, gdzie w połowie lat pięćdziesiątych w teatrze występowała przyszła małżonka reżysera, Lucyna Winnicka . Podczas jednej z takich podróży, z powodu braku miejscówek, reżyser został umieszczony w przedziale, który wydawał się pusty. Właścicielka biletu zarezerwowanego na miejsce, w którym przebywał Kawalerowicz, opowiadała mu przez kilka godzin o swoich przeżyciach . Na podstawie tej anegdoty Kawalerowicz napisał razem z dramaturgiem Jerzym Lutowskim scenariusz filmowy . Zgodnie ze słowami reżysera „film mówi o głodzie, o tęsknocie uczuć, niekoniecznie miłosnych”. Kawalerowicz chciał przedstawić „głód uczuć, marzenia człowieka o przygodzie, jego niezadowolenie z uczuć, których doznaje, jakimi obdarowuje, ponieważ zawsze zdaje mu się, że istnieją inne – lepsze”.

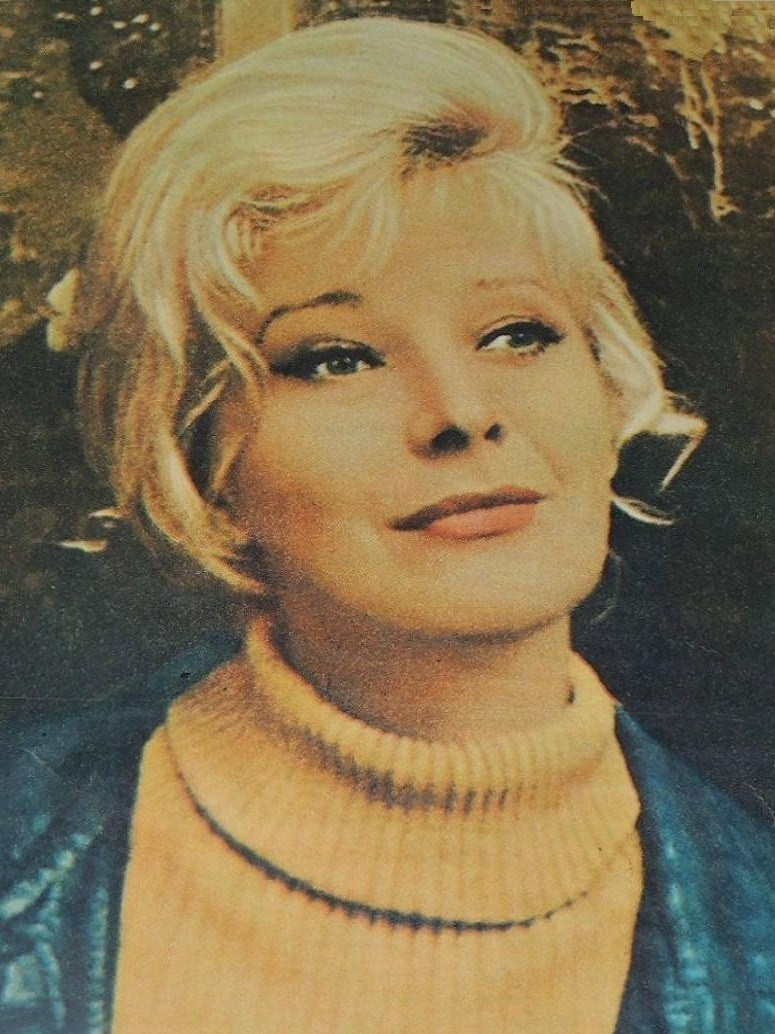
Lucyna Winnicka, odtwórczyni głównej roli żeńskiej (1968)

Rolę Marty reżyser zaproponował samej Winnickiej. Aktorka, nie otrzymawszy jasnych wytycznych co do portretu psychologicznego jej postaci, postanowiła wykreować „roztrzęsioną, zdenerwowaną” kobietę, dla której spotkanie z lekarzem byłoby okazją do „rozładowania” swych przeżyć emocjonalnych. Kawalerowicz zamierzał obsadzić w roli Jerzego aktora, który nadałby dwuznaczny charakter tej postaci. Do tej roli reżyser wybrał Leona Niemczyka, któremu postawił zadanie porzucenia teatralnego stylu gry na rzecz nowoczesnego, filmowego. Aktor był zmuszany do improwizacji, gdyż Kawalerowicz już na planie modyfikował tekst dialogów .
Do największych wyzwań ekipy filmowej należało pokazanie akcji rozgrywającej się w jadącym pociągu. Ponieważ względy techniczne uniemożliwiały nagrywanie akcji filmu w autentycznym wnętrzu pociągu, w jednej z hal zdjęciowych łódzkiej Wytwórni Filmów Fabularnych powstały dwa wagony sypialne, których ściany łatwo można było zdemontować na potrzeby odpowiedniego ustawienia kamery. Wagony zostały ustawione na sprężynach, co umożliwiało symulowanie drgań jadącego pociągu . Scenograf Ryszard Potocki skonstruował natomiast ruchome lustra, których sposób ustawienia pozwalał symulować tło za oknami . Operator Jan Laskowski, aby zrealizować ujęcie osoby idącej zatłoczonym korytarzem w wagonie, ustawił kamerę na specjalnym wózku, który był przepuszczany przez osoby stojące na tymże korytarzu . Reszta zdjęć była kręcona w naturalnych plenerach: na dworcu Łódź Kaliska (m.in. długie ujęcie monumentalnych schodów prowadzących do nieistniejącego współcześnie budynku pierwszego dworca), w Katarzynowie koło Koluszek oraz na Półwyspie Helskim (Chałupy i Kuźnica).
Muzykę do Pociągu opracował Andrzej Trzaskowski na motywach piosenki „Moon Ray” skomponowanej przez Artiego Shawa. Wokalizę do tej muzyki wykonała Wanda Warska, żona jednego z wykonawców muzyki, Andrzeja Kurylewicza . Warska śpiewała spontanicznie, nucąc kompozycję Shawa do muzyki granej w rytm filmowego pociągu. Pod wrażeniem był sam Kawalerowicz, który, jak wspominała Warska, „złapał jeszcze moje dźwięki, cofnął się i zaczął krzyczeć: «Wanda, nie zapomnij tego!»”. Gotowy film miał premierę 9 czerwca 1959 roku.

### Wydania
W 1997 roku spółka Polart opublikowała wersję Pociągu przeznaczoną na kasety VHS. W 2007 roku dystrybutor Best Film wydał dzieło Kawalerowicza w wersji na płyty DVD, w pakiecie zawierającym wybrane filmy ze Zbigniewem Cybulskim. Trzy lata później (2010), w ramach serii wydawniczej Arcydzieła polskiej kinematografii, dystrybutor Pro-Motion opublikował odrestaurowaną edycję filmu na płytach Blu-ray, w formacie obrazu 4:3 (1,32:1) oraz z dźwiękiem w DTS-HD Master Audio 2.0.

## Odbiór
Pociąg, gdy wszedł na polskie ekrany, spotkał się z mieszanymi recenzjami krytyków. J.K. Zawistowski na łamach „Kierunków” pisał, że widz Pociągu jest uczestnikiem „posępnej mszy, pełnej widm i ponurego nastroju, odprawianej przed ołtarzem pretensjonalności”. Krzysztof Teodor Toeplitz wskazywał na niekonsekwencje przy portretowaniu Marty, która jego zdaniem „jednocześnie jest dziewczyną młodą i naiwną, i kobietą dojrzałą związaną ze światem konieczności życiowych”. Dla odmiany Jerzy Płażewski twierdził, że Pociąg „nie wiezie wprawdzie doskonałości, ale wypełniony jest tak cennymi pasażerami, jak wola poszukiwania i subtelność niedopowiedzeń”. Zdaniem Stanisława Janickiego „cała ta świetna płaszczyzna wizualna [filmu] wydaje się tylko dekoracją, za którą kryje się świat doznań osobistych”. Zygmunt Kałużyński zwrócił uwagę na scenę o wymiarze socjologicznym – pogoń za zbrodniarzem – w której upatrywał ironiczne „echo niejednej nagonki w poprzednim czasie”. Pomimo zróżnicowania recenzji w chwili premiery Bolesław Michałek i Frank Turaj twierdzili po latach, że Pociąg w Polsce był odbierany głównie jako film „banalny, pusty i pretensjonalny”.
Natomiast w krajach Zachodu zachwyt nad Pociągiem był powszechny. Włoski krytyk Guido Fink z „Cinema nuovo” stwierdził, że żaden inny film nie potrafił tak sugestywnie wyrazić uczucia pustki. Georges Sadoul opisał Pociąg jako „typowy dreszczowiec z elementami komedii”, jednak docenił film jako wnikliwe „studium psychologiczne” z uważnie scharakteryzowanymi postaciami. Charles Ford i Robert Hammond uznali Pociąg za dzieło „pełne suspensu”, a samą fabułę – za „dobrze zawiązaną”. Jak stwierdził Michałek, Pociąg stał się jednym z najbardziej rozpoznawalnych filmów lat pięćdziesiątych XX wieku.
Film doczekał się szeregu analiz. W swym studium twórczości Kawalerowicza Jan Rek sugerował, że swoją współczesną tematyką Pociąg odcina się od martyrologicznego dorobku szkoły polskiej. Maria Kornatowska zwróciła uwagę na to, że dzieło Kawalerowicza cechuje dystans do portretowanych wydarzeń, a „żywioł uczuć” – uosabiany przez Staszka, a także tłum próbujący zlinczować Jerzego – zostaje moralnie potępiony przez reżysera. Małgorzata Hendrykowska podkreślała, że Pociąg w sposób „niezwykle atrakcyjny” łączy różnorodne gatunki filmowe: film psychologiczny, melodramat i dreszczowca. Adam Garbicz i Jacek Klinowski stwierdzali, że reżyser Pociągu „stworzył parabolę powszechnego stanu ducha i wprowadził ton zaniepokojenia agresywnością postaw zbiorowych”. András Bálint Kovács doszukał się w filmie Kawalerowicza początków polskiego modernizmu filmowego, dostrzegając w nim wyraźne inspiracje kinem Michelangela Antonioniego. Miłosz Stelmach podtrzymał pogląd Kovácsa, odnajdując w Pociągu zapowiedź filmu Przygoda (1960) Antonioniego. Jak twierdził Stelmach, w filmie Kawalerowicza
rodzące się uczucie nie doprowadza do uzasadnionego z punktu widzenia dramaturgii oraz odbiorczej satysfakcji spodziewanego finału. Zamiast połączenia pary bohaterów otwarte zakończenie wzmaga odczuwaną przez postaci i widza niepewność, sprawiając, że wątek miłosny wciąż pozostaje zaledwie potencjalny, jak obraz pozostawiony na etapie kreślonego subtelną linią szkicu.
W 1959 roku Pociąg został uhonorowany na Międzynarodowym Festiwalu Filmowym w Wenecji nagrodą techniczną imienia Georges’a Mélièsa. Jurorzy festiwalu wyróżnili również aktorstwo Lucyny Winnickiej. W Polsce czytelnicy czasopisma „Film” przyznali dziełu Kawalerowicza Złotą Kaczkę dla najlepszego filmu roku. Amerykański reżyser Martin Scorsese uznał Pociąg za jedno z arcydzieł polskiej kinematografii i w 2014 roku wytypował go do prezentacji w Stanach Zjednoczonych oraz Kanadzie w ramach festiwalu polskich filmów Martin Scorsese Presents: Masterpieces of Polish Cinema.